# Sumony
Sumony is een plaats (község) en gemeente in het Hongaarse comitaat Baranya. Sumony telt 508 inwoners (2001).